# Borgarholmen, Sibbo
Borgarholmen är en ö i Finland. Den ligger i Finska viken och i kommunen Sibbo i den ekonomiska regionen  Helsingfors i landskapet Nyland, i den södra delen av landet.
Öns area är 1,2 hektar och dess största längd är 150 meter i sydöst-nordvästlig riktning. Ön höjer sig omkring 15 meter över havsytan. På Borgarholmen finns i huvudsak barrskog och några fritidshus.